# Дом Петергофского дворцового правления
Дом Петергофского дворцового правления (Дом с башней) — памятник архитектуры. Расположен в Петергофе, современный адрес дома — Правленская улица, 12.
Стоит напротив ограды Верхнего сада, изначально входил в ансамбль Кавалерских домов Петергофа. Первое здание на этом месте было деревянным, построенным в 1732 году, у него была башня с колоколом. Через арку башни был проход в Мастеровой двор, а колокол оповещал о начале рабочего дня.
В 1798 году деревянный дом заменили на каменный, сохранив общую композицию и колокол. Сметы составляли Ф. Броуэр и И. Е. Старов, строительством руководил Броуэр. Башня двухэтажная, квадратная, в первом этаже её углы украшены пилястрами, у входа сделана полуциркульная ниша. На втором ярусе башни сделаны широкие арки на массивных столбах, купол после перестройки завершался позолоченным шпицем и флюгером с резной датой «1798». Здание стало первой каменной постройкой Петергофа.
В 1831 году на первом этаже башни была обустроена зимняя церковь Петергофской слободы (ворота при этом заложили), вместо флюгера установили крест. В 1858 году шпиль заменили на купол после того, как он накренился от сильного ветра. Крестовоздвиженская церковь была тесной и неудобной; существовали проекты по её переделке за авторством Н. Л. Бенуа, но они не были осуществлены. До 1876 года дом занимало Дворцовое управление и чертёжный архив, также помещения по сторонам от ворот использовались как жилые — некоторое время здесь жили офицеры Лейб-гвардии Драгунского полка, некоторое время здесь находились кладовая и квартира священника. После постройки нового придворного собора церковь использовалась мало, богослужения проводились раз в год — в день храмового праздника, 14 сентября.
После революции крест снова заменили на флюгер, на 1985 год башня завершалась невысоким куполом.
В 2000-е годы часть дома занимал Музей восковых фигур, который позднее был перемещён в Нижний парк. 9 сентября 2005 года в башне дома был размещён карильон. На 2012 год часть здания была занята офисами ГМЗ «Петергоф», часть — жилыми помещениями.